# دلبوث إيليري
الدلبوث الإيليري (باللاتينية: Gladiolus illyricus) نوع نباتي يتبع جنس الدلبوث من الفصيلة السوسنية. سمي نسبة إلى منطقة إيليريا القديمة التي تقع على الساحل الشرقي للبحر الأدرياتيكي.

## الموئل والانتشار
موطنها المغرب العربي وتركيا وجنوب أوروبا وبريطانيا.

## مرادفات للاسم العلمي
Gladiolus communis subsp. illyricus (W.D.J.Koch) O.Bolòs & Vigo
Gladiolus germanicus Jord.
Gladiolus glaucus Heldr. ex Halácsy
Gladiolus narbonensis Bubani
Gladiolus serotinus Welw. ex Boiss. & Reut.
Gladiolus vexillare Martelli